# Низовцы (Кировская область)
Низовцы — деревня в Слободском районе Кировской области в составе Каринского сельского поселения.

## География
Находится на расстоянии примерно 30 км по прямой на юго-восток от районного центра города Слободской на правом берегу реки Чепца.

## История
Известна с 1802 года, когда здесь (починок Саввы Одинцова) был учтен 1 двор и 3 души мужского пола. В 1873 году учтено дворов 5 и жителей 33, в 1905 12 и 70, в 1926 18 и 98, в 1950 22 и 66, в 1989 году оставалось 13 человек. Ныне имеет дачный характер.

## Население
Постоянное население  составляло 3 человека (русские 100%) в 2002 году, 0 в 2010.